# Teisariv, Jîdaciv
Teisariv (în ucraineană Тейсарів) este un sat în comuna Vilhivți din raionul Jîdaciv, regiunea Liov, Ucraina.

## Demografie
Componența lingvistică a localității Teisariv
     Ucraineană (99,88%)
     Alte limbi (0,12%)
Conform recensământului din 2001, majoritatea populației localității Teisariv era vorbitoare de ucraineană (99,88%), existând în minoritate și vorbitori de alte limbi.